# Стою Ранделов
Стою Стоянов Ранделов е български индустриалец и политик, деец на Освобождението и изтъкнат участник в Съединението.

## Биография
Роден е на 16 декември 1852 г. в село Абрашларе, днес град Брезово, Пловдивска област. Потомък на стар брезовски род. Преди Освобождението е посветен в комитетските дела и посещенията на Васил Левски в Брезово. Взема активно участие в подготовката на Старозагорското въстание през 1875 г. Оттогава датират дружбата и съратничеството му със Стефан Стамболов, Захари Стоянов и Иван Андонов.
След Освобождението е сред главните организатори в брезовския таен съединистки комитет през 1881 – 1885 г. Делегиран представител е от Брезово на заседанието на БТЦРК в с. Дермендере (дн. с. Първенец) на 25 юли 1885 г., където е избран нов състав на комитета и е взето решението за вдигане на въстание.
По време на русофилските бунтове в Русе и Силистра през август 1886 г. оказва пълна подкрепа за правителството и регентите. Изявен стамболовист и активен член на Народнолибералната партия.
Избиран е за народен представител в 4 парламента, винаги от тогавашната Сърненогорска избирателна околия – в V ОНС (1887 – 1890), в IV ВНС за промяна на Конституцията (1893), в VII ОНС (1893 – 1894), а на 25 април 1899 г. – и в Х ОНС (1899 – 1900) от правителствената листа. При първото си избиране се е отбелязал като земеделец, а при следващите 3 като търговец.
Бил е кореспондент на БНБ в Брезово. Собственик е на содена фабрика, спиртна фабрика и хотел. Създател и собственик на модерна валцова мелница в Брезово през 20-те години на XX век.
Има 5-има синове и 3 дъщери. Умира на 91 години в Брезово на 30 януари 1944 г.

## Потомци
- Антон Кузманов, футболист на „Шипка“ (София), носител на Царската купа за 1939 г., внук
- Здравко Драгнев, български актьор и режисьор, правнук
- Георги Ранделов, мениджър за публичния сектор за Централна и Източна Европа на Майкрософт,[14] праправнук.